# Giovanni II d'Armagnac
Giovanni II d'Armagnac detto il Grasso o il Gobbo; in francese: Jean II d'Armagnac (1333 circa – Avignone, 26 maggio 1384) fu conte di Charolais, dal 1364 e poi fu Conte di Rodez, conte d'Armagnac e di Fezensac oltre che Visconte di Lomagne e Auvillars, dal 1373 fino alla sua morte.

## Origine
Giovanni, sia secondo i Documens historiques et généalogiques sur les familles et les hommes remarquables du Rouergue, che secondo Pierre de Guibours, detto Père Anselme de Sainte-Marie o più brevemente Père Anselme, era il figlio maschio primogenito del Conte di Rodez, conte d'Armagnac e di Fezensac e visconte di Lomagne e d'Auvillar, Giovanni I (1306 -† 1373) e della contessa di Charolais, Beatrice di Clermont (gennaio 1311 - Rodez 25 agosto 1364), principessa di sangue reale, figlia primogenita del conte di Charolais e signore di Saint-Just, Giovanni (figlio di Roberto di Francia, figlio del re di Francia, Luigi IX il Santo) e della sua seconda moglie, Giovanna di Dargies, signora di Dargies e di Catheux.
Giovanni I d'Armagnac, sia secondo i Documens historiques et généalogiques sur les familles et les hommes remarquables du Rouergue, che secondo Père Anselme, era il figlio primogenito del conte d'Armagnac e di Fezensac, Bernardo VI e della Contessa di Rodez, Cecilia, che, secondo il testamento della madre, datato 1291, era la figlia femmina secondogenita del Conte di Rodez e visconte di Carlat, Enrico II e e della seconda moglie, Mascarose, figlia del Conte di Comminges, Bernardo VI de di Teresa di cui non si conoscono gli ascendenti.

## Biografia
Sin dal 1351 Giovanni combatté nella Guerra dei cent'anni o sotto il comando del padre o sotto quello del proprio signore Filippo III di Borgogna, e poi anche sotto il comando del cognato, Giovanni di Valois.
Infatti, Giovanni prese parte ai combattimenti, quando suo padre, Giovanni I, tra il 1351 ed il 1353 dovette contrastare le incursioni inglesi nel Rouergue.
Sua madre, Beatrice morì nel 1364, dopo aver fatto testamento , nel 1361, in cui designava Giovanni, il figlio primogenito, come erede, per cui divenne conte di Charolais.

1365 : la Francia dopo il Trattato di Brétigny:
- in rosso i territori controllati da Edoardo III d'Inghilterra, prima del trattato
- in rosa i territori ceduti dalla Francia all'Inghilterra, a seguito del trattato
- in bianco il ducato di Bretagna alleato dell'Inghilterra

Dopo che a Calais, era stato ratificato il Trattato di Brétigny tra inglesi e francesi, il Rouergue e l'Armagnac erano passati sotto il dominio inglese ed erano governati dal principe di Galles, Edoardo il Principe Nero, che risiedeva a Bordeaux, e che aveva inasprito le tasse a diverse contee, tra cui quelle di suo padre, Giovanni I, che protestò vigorosamente, ma non fu ascoltato; allora, Giovanni, anche se come conte di Charolais, non doveva rendere al re, Edoardo III d'Inghilterra, come il padre, Giovanni I, si riavvicinò al re di Francia, Carlo V, e in diversi distretti che erano passati agli inglesi si ebbero dimostrazioni di simpatia verso la Francia; seguendo l'esempio di Rodez e Cahors, ben presto circa 800 tra città e castelli si ribellarono all'autorità inglese e si schierarono a favore della sovranità francese, mentre il principe di Galles, ammalato, dovette rientrare in Inghilterra.
Ben presto tutti i territori occupati dagli inglesi tornarono sotto l'autorità del re di Francia.
Suo padre, Giovanni I non sopravvisse molto a questo successo; infatti morì a Beaumont-de-Lomagne, nel 1373, il 5 aprile e Giovanni, in quanto figlio primogenito, gli succedette in tutti i suoi feudicome Giovanni II.
Divenuto Conte di Rodez, conte d'Armagnac e di Fezensac e Visconte di Lomagne e Auvillar, Giovanni II continuò ad opporsi agli inglesi che continuavano a combattere in Guascogna.
Sempre nel 1373, Giovanni, come ricompensa per tutti i servizi resi al re di Francia, ricevette una pensione di 1000 Livre tournois, e, dopo, fu anche nominato luogotenente per la Guascogna e la Linguadoca.
Poi, nel 1375, Giovanni riprese la guerra per la Viscontea di Béarn, contro il conte di Foix, Gastone III Febo, che, nel 1362, aveva sconfitto e fatto prigioniero suo padre, Giovanni; si arrivò ad un trattato di pace nel 1378 (un primo trattato era stato siglato nel 1376 a Tarbes), quando fu raggiunto un accordo per il fidanzamento del figlio di Gastone Febo, Gastone, con la figlia di Giovanni II, Beatrice d'Armagnac; il trattato di pace è riportato dal documento n° XCI, datato 1348 e 1349 delle Preuves de l'Histoire générale de Languedoc, tome VII.
Nel 1379 ci fu il matrimonio di Beatrice e Gastone, che suggellò la pace.
Dopo aver passato tutti gli anni del suo governo a combattere le compagnie al soldo gli inglesi che devastavano il Rouergue, a causa degli intrighi che il cognato, il Duca di Berry, Giovanni di Valois, aveva condotto contro suo fratello, il Duca di Borgogna, Filippo III, Giovanni venne chiamato a processo per difendersi dalle accuse di aver cercato di allearsi con gli inglesi, essere in combutta con le Grandi Compagnie e aver tentato, insieme al consuocero, Gastone III Febo, di dividersi la Linguadoca. Egli tuttavia non affrontò mai la corte, in quanto morì prima del processo.
Il 4 gennaio 1381, Giovanni aveva fatto testamento e nel 1384, per un ultimo codicillo, si recò presso la sede papale ad Avignone, dove morì il 26 maggio 1384. Fu sepolto nella Cattedrale di Auch, come da sua indicazione testamentaria.
Gli succedette il figlio primogenito, Giovanni, nelle contee di Rodez, Armagnac e Fezensac, mentre il secondogenito, Bernardo, gli succedette nella contea di Charolais .

## Matrimonio e discendenza
Il 21 novembre 1359 Giovanni sposò Giovanna di Périgord (1345 circa-dopo il 7 Maggio 1366), figlia di Ruggero Bernardo, Conte di Périgord e della moglie, Eleonora d1 Vendôme. Il contratto di matrimonio era stato siglato il 4 novembre 1359. Giovanna portò in dote la baronia di Caussade e 5000 fiorini d'oro. Giovanna compare citata in un documento datato 7 Maggio 1366. Giovanni da Giovanna ebbe tre figli:
- Giovanni (1359-1391), Conte di Rodez e conte d'Armagnac e di Fezensac[2][19]
- Bernardo (1364-1418), prima conte di Charolais[19], poi fu anche Conte di Rodez e conte d'Armagnac e di Fezensac[2][19] ed infine anche Connestabile di Francia[23]
- Beatrice (1365- ? ), che, nel 1379, sposò Gastone di Foix-Béarn e poi, nel 1382, in seconde nozze, nel Carlo Visconti, signore di Parma, figlio di Bernabò Visconti e Regina della Scala[2][19].

Giovanni da amanti di cui non si conoscono né il nome né gli ascendenti ebbe due figli illegittimi:
- Giovanni (verso la metà del XIV secolo - 8 ottobre 1409 che divenne vescovo di Mende[24] e arcivescovo di Auch[19]
- Bertrando († dopo il 1403), fu a fianco del fratellastro, il conte Bernardo VII[19].

## Ascendenza
|                        |   |                           | Genitori                 |  |  | Nonni |  |  | Bisnonni              |  |  | Trisnonni |  |
|                        |   |                           |                          |  |  |       |  |  | Gerardo VI d'Armagnac |  |  | …         |  |
|                        |   |                           |                          |  |  |       |  |  | Gerardo VI d'Armagnac |  |  | …         |  |
|                        |   | Pincelle/Pucelle d'Albret |                          |  |  |       |  |  | Gerardo VI d'Armagnac |  |  |           |  |
| Bernardo VI d'Armagnac |   |                           |                          |  |  |       |  |  | Gerardo VI d'Armagnac |  |  |           |  |
|                        |   | Mathe di Béarn            | Gastone VII di Béarn     |  |  |       |  |  |                       |  |  |           |  |
|                        |   | Mathe di Béarn            | Gastone VII di Béarn     |  |  |       |  |  |                       |  |  |           |  |
|                        |   | Mathe di Béarn            | Mathe di Matha           |  |  |       |  |  |                       |  |  |           |  |
| Giovanni I d'Armagnac  |   | Mathe di Béarn            |                          |  |  |       |  |  |                       |  |  |           |  |
|                        |   | Enrico II di Rodez        | Ugo IV di Rodez          |  |  |       |  |  |                       |  |  |           |  |
|                        |   | Enrico II di Rodez        | Ugo IV di Rodez          |  |  |       |  |  |                       |  |  |           |  |
|                        |   | Enrico II di Rodez        | Isabelle de Roquefeuil   |  |  |       |  |  |                       |  |  |           |  |
| Cecilia di Rodez       |   | Enrico II di Rodez        |                          |  |  |       |  |  |                       |  |  |           |  |
|                        |   | Mascarose di Comminges    | Bernardo VI di Comminges |  |  |       |  |  |                       |  |  |           |  |
|                        |   | Mascarose di Comminges    | Bernardo VI di Comminges |  |  |       |  |  |                       |  |  |           |  |
|                        |   | Mascarose di Comminges    | Teresa                   |  |  |       |  |  |                       |  |  |           |  |
| Giovanni II d'Armagnac |   | Mascarose di Comminges    |                          |  |  |       |  |  |                       |  |  |           |  |
|                        | … | …                         |                          |  |  |       |  |  |                       |  |  |           |  |
|                        | … | …                         |                          |  |  |       |  |  |                       |  |  |           |  |
|                        | … | …                         |                          |  |  |       |  |  |                       |  |  |           |  |
| Bertrando di Goth      | … |                           |                          |  |  |       |  |  |                       |  |  |           |  |
|                        |   | …                         | …                        |  |  |       |  |  |                       |  |  |           |  |
|                        |   | …                         | …                        |  |  |       |  |  |                       |  |  |           |  |
|                        |   | …                         | …                        |  |  |       |  |  |                       |  |  |           |  |
| Regina di Goth         |   | …                         |                          |  |  |       |  |  |                       |  |  |           |  |
|                        |   | …                         | …                        |  |  |       |  |  |                       |  |  |           |  |
|                        |   | …                         | …                        |  |  |       |  |  |                       |  |  |           |  |
|                        |   | …                         | …                        |  |  |       |  |  |                       |  |  |           |  |
| Beatrice di Lautrec    |   | …                         |                          |  |  |       |  |  |                       |  |  |           |  |
|                        |   | …                         | …                        |  |  |       |  |  |                       |  |  |           |  |
|                        |   | …                         | …                        |  |  |       |  |  |                       |  |  |           |  |
|                        |   | …                         | …                        |  |  |       |  |  |                       |  |  |           |  |
|                        |   | …                         |                          |  |  |       |  |  |                       |  |  |           |  |

### Fonti primarie
- (LA)  Histoire généalogique de la maison d'Auvergne, Tome II.
- (LA)  Preuves de l'Histoire générale de Languedoc, tome VII
- (FR)  Histoire généalogique et chronologique de la maison royale de France, tomus III.
- (FR)  Documens historiques et généalogiques sur les familles et les hommes remarquables du Rouergue.

### Letteratura storiografica
- A. Coville, Francia. La guerra dei cent'anni (fino al 1380), in «Storia del mondo medievale», vol. VI, cap. XVI, 1979, pp. 608–641
- (OC, FR)  Chroniques romanes des comtes de Foix.